# デルタ航空9570便墜落事故
デルタ航空9570便墜落事故は、1972年5月30日にアメリカで発生した航空事故である。
ダラス・ラブフィールド空港を離陸して訓練飛行を行っていたデルタ航空9570便（マクドネル・ダグラス DC-9-14）がグレーター・サウスウエスト国際空港へ着陸する際に墜落し、乗員4人全員が死亡した。

## 飛行の詳細
事故機のマクドネル・ダグラス DC-9-14（N3305L）は1965年に製造された機材で、総飛行時間は18,998時間だった。9570便には機長と副操縦士の他にチェックを行う別のパイロット1人と連邦航空局の検査官が搭乗していた:23-25。機長の総飛行時間は6,220時間で、DC-9では845時間の経験があった。副操縦士の総飛行時間は7,800時間で、DC-9では450時間の経験があった。

## 事故の経緯
CDT6時48分、9570便はダラス・ラブフィールド空港を離陸し、グレーター・サウスウエスト国際空港へ向かった。パイロットは滑走路13へのILS進入を要求し、管制官はこれを許可した。また、管制官はパイロットにアメリカン航空1114便（マクドネル・ダグラス DC-10）がタッチアンドゴー訓練をしており、トラフィックパターンにいることを伝えた。しばらくして9570便は無事に滑走路13へ着陸した:1-2。
着陸後、パイロットはすぐに離陸許可を受け、ILS進入中の進入復航を含む訓練を開始した。9570便は滑走路13への着陸を許可された。滑走路13への進入ではアメリカン航空1114便の後方を飛行していた。管制官は9570便のパイロットに着陸許可を与えた後、後方乱気流に注意するよう伝えた:2。しかしこのとき、前方を飛行している航空機がヘビー機であることを伝えなかった:14-15。
滑走路へ進入中、突然機体が横に揺れ始め、機体が右へ急速に傾いた。傾斜角が90度に達し、右主翼が滑走路に接触した。右への傾斜は機体がほぼ反転して墜落するまで続いた:2。墜落により機体は炎に包まれ、乗員4人は全員死亡した:3。

## 事故調査

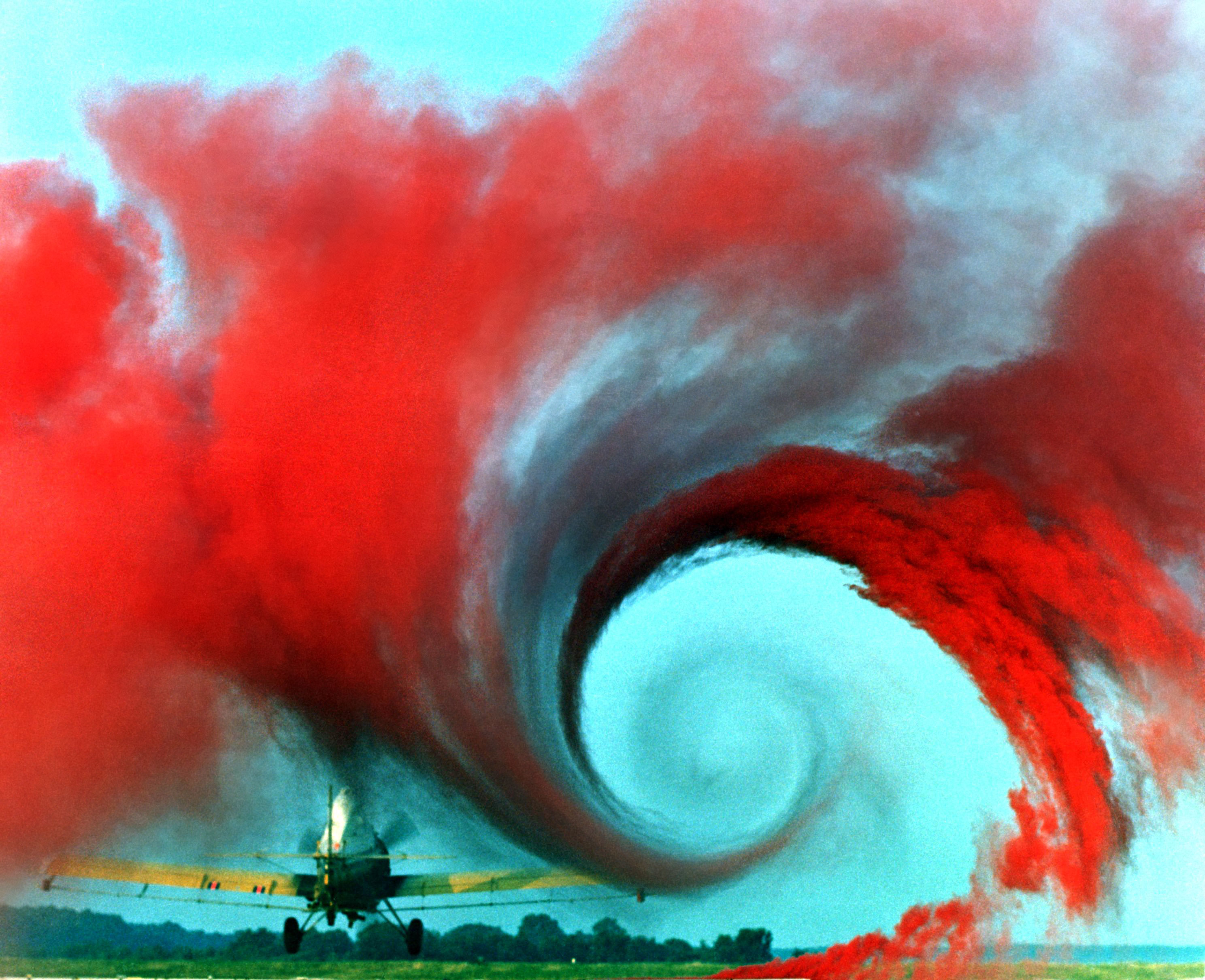
後方乱気流

国家運輸安全委員会（NTSB）が事故調査を行った。調査から、前方を飛行していたDC-10の後方乱気流が9570便を墜落させた可能性が示唆された。事故当時、連邦航空局（FAA）は後方乱気流の区分を設定しておらず、航空機同士の間隔の程度は管制官の裁量によって決められていた。ボーイング747、マクドネル・ダグラス DC-10、ロッキード L-1011などの大型機の普及により、後方乱気流による事故の発生が懸念されていたが、DC-9程度の大きさの航空機が墜落するという事例はこれが初めてだった。
NTSBは後方乱気流が墜落原因になったという仮説を立証するため、実験や研究を行った:5 。実験はアトランティック・シティ国際空港の国立航空施設実験センターで行われ、L-1011とDC-10が使用された。管制官から色のついた煙を放出し、その付近をテスト機が飛行することにより後方乱気流を発生させ、煙を観測することにより後方乱気流がどのくらいの時間残るのかを確認した:6。
実験から、DC-10の後方乱気流がDC-9ほどの大きさの航空機を墜落させるのに十分な力を持っていることが判明した:7。これらの実験に基づき、NTSBは最終報告書で事故原因を以下のことであると判断した:21。
直前に着陸した「重い」航空機の後方乱気流に遭遇し、機体の制御が失われた。乱気流についてパイロットは管制官に警告されていたが、危険性や程度について評価できるだけの十分な情報は与えられていなかった。また、FAAの既存の手順は有視界飛行方式、及び計器飛行方式で進入を行う航空機を後方乱気流から十分に保護出来るものではなかった。

## 余波
当時、後方乱気流について小型機に対する危険は認知されていたが、この事故によりDC-9のような中型機に対しても危険があることが明らかとなった。9570便の事故後、中・小型機が大型機の後方を飛行する際に空けるべき間隔や、その距離を維持するための手順が変更された。
NTSBはFAAに後方乱気流を考慮した、大型機と後方を飛行する機とが空けるべき間隔の基準の設定を推奨した。これを受けたFAAは、最大離陸重量に基づいて、間隔の基準を設定した。このうち、300,000ポンドを越える航空機が「ヘビー」と分類される。新しい基準では、ヘビーの航空機の後方を小型機が飛行する場合、5海里以上の間隔を取ることとされている。